# Dario Hübner
Pour les articles homonymes, voir Hübner.
Dario Hübner, né le 28 avril 1967 à Muggia, dans la province de Trieste, dans le Frioul-Vénétie Julienne, est un footballeur italien évoluant au poste d'attaquant.

## Biographie
Dario Hübner dispute un total de 143 matchs en Serie A, inscrivant 74 buts. Il inscrit notamment 16 buts lors de la saison 1997-1998, 17 buts lors de la saison 2000-2001, 24 buts en 2001-2002, et 14 buts en 2002-2003.

## Palmarès
- Co-meilleur buteur du championnat d'Italie de Serie A lors de la saison 2001-2002 avec 24 buts[2].
- Meilleur buteur du championnat d'Italie de Serie B lors de la saison 1995-1996 avec 22 buts.
- Meilleur buteur du championnat d'Italie de Serie C1 lors de la saison 1991-1992 avec 14 buts (Groupe B).